# إديث هاولاند
إديث هاولاند (بالإنجليزية: Edith Howland)‏ هي نحّاتة أمريكية، ولدت في 1863 في أوبورن في الولايات المتحدة، وتوفيت في 1949.